# Зурик (Канзас)
Зурик (енгл. Zurich) град је у америчкој савезној држави Канзас.

## Демографија
По попису из 2010. године број становника је 99, што је 27 (-21,4%) становника мање него 2000. године.
| Група             | 2000.       | 2010.      |
| Белци             | 125 (99,2%) | 98 (99,0%) |
| Афроамериканци    | 1 (0,8%)    | 0 (0,0%)   |
| Азијати           | 0 (0,0%)    | 0 (0,0%)   |
| Хиспаноамериканци | 0 (0,0%)    | 0 (0,0%)   |
| Укупно            | 126         | 99         |